# ديني أفديجا
ديني أفديجا هو لاعب كرة سلة إسرائيلي ولد في 3 يناير 2001 في بيت زيرا بإسرائيل، يلعب في مركز لاعب هجوم صغير الجسم أو لاعب هجوم قوي الجسم في نادي واشنطن ويزاردز.

## روابط خارجية
- ديني أفديجا على موقع الاتحاد الدولي لكرة السلة (الإنجليزية)
- ديني أفديجا على موقع الدوري الأوروبي لكرة السلة (الإنجليزية)
- ديني أفديجا على موقع إن بي أي (الإنجليزية)
- ديني أفديجا على موقع سبورتس رفرنس (الإنجليزية)
- ديني أفديجا على موقع كرة السلة الأوروبية.كوم (الإنجليزية)
- ديني أفديجا على موقع إي إس بي إن.كوم (الإنجليزية)
- ديني أفديجا على موقع ريلجم (الإنجليزية)
- ديني أفديجا على موقع بروبوليرز (الإنجليزية)
- ديني أفديجا على موقع سبورتس رفرنس (الإنجليزية)